# Henry (Name)
Henry ist ein männlicher Vorname und Familienname.

## Herkunft
→ Hauptartikel: Heinrich
Henry ist die englische Form von Heinrich und des germanischen Vornamens Heimirich. Henry ist auch ein englischer und französischer Nachname.

## Verbreitung

### International
Der Name Henry ist insbesondere im englischen Sprachraum verbreitet. In den USA gehörte er bereits im ausgehenden 19. Jahrhundert zu den beliebtesten Jungennamen. In den 1970er bis 1990er Jahren geriet der Name etwas außer Mode, wurde jedoch immer noch regelmäßig vergeben. Mittlerweile zählt er wieder zu den beliebtesten Jungennamen und belegte im Jahr 2021 Rang 9 der Vornamenscharts. Von 1930 bis 2023 wurde der Name in den USA etwa 494.000 Mal bei der Namenswahl berücksichtigt. Ein ähnliches Bild zeigt sich in Kanada.
Auch in England und Wales ist der Name sehr beliebt (Rang 11, Stand 2020), während er in den anderen Landesteilen seltener vergeben wird. In Irland befand sich der Name von 1964 bis 1970 in den Top-100, danach ließ seine Popularität nach. Seit 2014 gehört er wieder fast jedes Jahr zu den 100 beliebtesten Jungennamen. Von 1964 bis 2023 befand er sich regelmäßig in den Hitlisten und wurde circa 2.700 Mal vergeben.
In Australien wird der Name seit den 1990er Jahren immer häufiger vergeben im Jahr 2021 belegte er Rang 5 der Hitliste. In Neuseeland zeigt sich ein ähnliches Bild, jedoch wird der Name dort seltener gewählt (Rang 29, Stand 2021).
Der Name lag in Frankreich von 1900 bis 1952 stets in den Top-150, danach hat seine Beliebtheit nachgelassen. Seit Mitte der 1970er ist er nur noch mäßig beliebt. Von 1930 bis 2023 wurde Henry rund 7.400 Mal gewählt. In Belgien wird der Name seit 1995 alljährlich bei der Namenswahl berücksichtigt, jedoch gilt er als nur mäßig populär. In Polen befindet sich der Name seit 2008 alljährlich in den Vornamenscharts und liegt seit 2012 in den Top-250. Der Name kommt in den Niederlanden seit 1930 jedes Jahre in den Vornamenscharts vor, er ist aber nicht sonderlich beliebt. Im Jahr 2022 belegte er Rang 482.
Auch in Schweden zählt der Name seit 2012 zu den 100 beliebtesten Jungennamen. Im Jahr 2021 belegte er in den Vornamenscharts Rang 32. Henry befindet sich in Dänemark und Norwegen seit 2010 in einem Aufwärtstrend. In Norwegen belegte er im Jahr 2023 Rang 55.

### Deutscher Sprachraum
Die genaue Verbreitung des Namens in Deutschland lässt sich nicht feststellen, da er in den Statistiken mit Henri als gleichlautende Varianten desselben Namens gemeinsam behandelt wird. Die folgenden Angaben beziehen sich also auf beide Namensvarianten.
Henry wurde in Deutschland bereits im ausgehenden 19. und beginnenden 20. Jahrhunderts relativ häufig vergeben. Ab den 1930er Jahren wurde der Name immer seltener vergeben und geriet schließlich außer Mode. In den 1990er Jahren stieg seine Popularität rasch an und er etablierte sich bald unter den beliebtesten Jungennamen. In 2018, 2019 und 2020 gehörte er zu den 10 meistvergebenen Jungennamen. Als höchste Platzierung erreichte er im Jahr 2019 den 6. Rang der Hitliste. Dabei wird der Name in Süddeutschland verhältnismäßig selten gewählt (Rang 26, Stand 2021), während er in Nord- (Rang 5), Ost- (Rang 6) und Westdeutschland (Rang 10) im Jahr 2021 eine Top-10-Platzierung erreichte.
Für die Jahre 2008 bis 2018 lässt sich feststellen, dass etwa 59 % der Namensträger die englische Schreibweise Henry tragen, 41 % die französische Variante Henri.
In Österreich wurde der Name von 1984 bis 2003 nur sporadisch vergeben, danach stieg seine Beliebtheit stetig. Im Jahr 2023 belegte er Rang 67. In den letzten 10 Jahren wurden circa 910 Jungen so genannt. Der Name kommt in der Schweiz seit den 1930er Jahren regelmäßig in der Namensgebung vor und war viele Jahre eher mäßig beliebt. Ab 2008 ist seine Popularität gestiegen und seit 2016 befindet sich der Name in den Top-100. Von 1930 bis 2023 wurde er etwa 2.100 Mal vergeben. Die Vergabe ist auch in Liechtenstein nachgewiesen.

## Namensträger

### Vorname
Die Wikipedia-Datenbank enthält, Stand Juni 2021, über 3000 Namensträger mit dem Vornamen Henry. Eine Liste aller Namensträger mit diesem Vornamen kann über die Wikipedia-Namenssuche ermittelt werden.

### Familienname

#### A
- Aimé Constant Fidèle Henry (1801–1875), Botaniker
- Albert Henry (1910–2002), belgischer Romanist und Mediävist
- Albert Charles Lucien Henry (1878–1943), französischer Tierarzt, Parasitologe
- Albert R. Henry (1907–1981), Politiker der Cookinseln
- Alex Henry (* 1979), kanadischer Eishockeyspieler
- Alexander Henry (1739–1824), US-amerikanischer Pelzhändler
- Alice Henry (1857–1943), australische Journalistin
- Alvaro Henry (* 2005), niederländischer Fußballspieler
- Amandine Henry (* 1989), französische Fußballspielerin
- André Henry (* 1934), französischer Politiker (PS), Minister
- Andrew Henry (1775–1832), US-amerikanischer Trapper und Pelzhändler
- Aneika Henry-Morello (* 1986), jamaikanische Basketballspielerin
- Anthony Henry (Leichtathlet) (* 1967), Sprinter aus Antigua und Barbuda
- Anthony Henry (-Footballspieler) (* 1976), US-amerikanischer American-Football-Spieler
- Ariel Henry (* 1949), haitianischer Politiker und Neurochirurg, der seit dem 20. Juli 2021 als Interimspremierminister von Haiti amtiert
- Ashley Henry (1991), britischer Jazzmusiker
- Augustin Henry (1860–1911/1912), deutscher Landwirt und Politiker
- Augustine Henry (1857–1930), irischer Gärtner, Botaniker und Sinologe

#### B
- Barbara Henry (* 1932), US-amerikanische Lehrerin und Bürgerrechtlerin
- Benjamin Tyler Henry (1821–1898), US-amerikanischer Waffenschmied
- Beulah Louise Henry (1887–1973), US-amerikanische Erfinderin
- Bob Henry († 2012), US-amerikanischer Fernsehproduzent
- Boris Henry (* 1973), deutscher Leichtathlet, siehe Boris Obergföll
- Brad Henry (* 1963), US-amerikanischer Politiker
- Brian Tyree Henry (* 1982), US-amerikanischer Schauspieler
- Bryan Henry (* 1995), belgischer Eishockeyspieler
- Buck Henry (1930–2020), US-amerikanischer Regisseur und Schauspieler
- Burke Henry (* 1979), kanadischer Eishockeyspieler

#### C
- Camille Henry (1933–1997), kanadischer Eishockeyspieler
- Carl Ferdinand Howard Henry (1913–2003), US-amerikanischer Theologe, baptistischer Pastor, Hochschullehrer und Autor
- Charles Henry (Mediziner) (1859–1926), französischer Physiologe
- Charles Bradford Henry (* 1963), US-amerikanischer Politiker (Oklahoma), siehe Brad Henry
- Charles H. Henry (1937–2016), US-amerikanischer Physiker
- Charles L. Henry (1849–1927), US-amerikanischer Politiker (Indiana)
- Charlotte Henry (1914–1980), US-amerikanische Schauspielerin
- Chinelle Henry (* 1995), Cricketspielerin der West Indies
- Chris Henry (Historiker) (* 1962), britischer Museumskurator
- Chris Henry (Snookerspieler) (* 1965), belgischer Snookerspieler und -trainer
- Chris Henry (Boxer, 1966) (* 1966), britischer Boxer
- Christopher Henry (Boxer) (* 1973), barbadischer Boxer
- Chris Henry (Boxer, 1981) (1981–2015), US-amerikanischer Boxer
- Chris Henry (Footballspieler, 1983) (1983–2009), US-amerikanischer American-Football-Spieler (Wide Receiver Cincinnati Bengals)
- Chris Henry (Rugbyspieler) (* 1984), irischer Rugbyspieler
- Chris Henry (Footballspieler, 1985) (* 1985), US-amerikanischer American-Football-Spieler (Runningback, Tennessee Titans)
- Christian Henry (* 1948), Schweizer Druckgrafiker, Illustrator, Lithograf, Holzschneider, Zeichner und Maler
- Christina Henry (* 1974), US-amerikanische Schriftstellerin
- Clarence Henry (1937–2024), US-amerikanischer R&B-Sänger
- Cori Henry (* 1976), britischer Sprinter
- Cory Henry (* 1987), US-amerikanischer Jazz- und Gospelmusiker

#### D
- Daniel Maynadier Henry (1823–1899), US-amerikanischer Politiker
- Darien Nelson-Henry (* 1994), US-amerikanischer Basketballspieler
- David Henry (Basketballspieler) (* 1975), deutsch-US-amerikanischer Basketballspieler
- David Henry (Bodybuilder) (* 1975), US-amerikanischer Bodybuilder
- David Morrison Reid Henry (1919–1977), britischer Vogelillustrator
- Derrick Henry (* 1994), US-amerikanischer American-Football-Spieler
- Desirèe Henry (* 1995), britische Sprinterin
- Diana Henry, britische Kochbuchautorin
- Doneil Henry (* 1993), kanadisch-jamaikanischer Fußballspieler
- Donna Henry (* 1990), jamaikanische Fußballnationalspielerin
- Drew Henry (* 1968), schottischer Snookerspieler

#### E
- E. Stevens Henry (1836–1921), US-amerikanischer Politiker
- Ed Henry (1921–2010), US-amerikanischer Politikwissenschaftler, Hochschullehrer und Politiker
- Edmond Henry (1886–1931), belgischer Schwimmer
- Edward Lamson Henry (1841–1919), US-amerikanischer Maler
- Eldred Henry (* 1994), britischer Leichtathlet (Britische Jungferninseln)
- Émile Henry (1872–1894), französischer Anarchist
- Emily Henry, US-amerikanische Schriftstellerin
- Emmaline Henry (1928–1979), US-amerikanische Schauspielerin
- Ernest Henry (1885–1950), Schweizer Ingenieur
- Ernest Henry (Schwimmer) (1904–1998), australischer Schwimmer
- Ernie Henry (1926–1957), US-amerikanischer Altsaxophonist

#### F
- Fabrice Henry (* 1968), französischer Fußballspieler
- Ferdinand Henry (1819–1891), preußischer Militärbeamter
- Fitzroy Henry (* 1973), Fußballspieler von St. Kitts und Nevis
- Flint Henry (* 1965), US-amerikanischer Comiczeichner
- Françoise Cotron-Henry (1936–1975), französische Pianistin und Komponistin
- Françoise Henry (1902–1982), französische Wissenschaftlerin für frühe irische Kunst, Archäologin und Kunsthistorikerin
- Frank Henry (Radsportler) (1892–1914), französischer Radsportler
- Frank Henry (Reiter) (1909–1989), US-amerikanischer Vielseitigkeitsreiter
- Frank Henry (Drehbuchautor) (* 1960), französischer Drehbuchautor und Regisseur
- Frederick Henry (Radsportler) (1929–2013), kanadischer Radrennfahrer
- Frederick Bernard Henry (1943–2024), kanadischer Geistlicher, Bischof von Calgary

#### G
- Gareth Henry (* 1991), jamaikanischer Badmintonspieler
- Geoffrey Henry (1940–2012), Politiker der Cookinseln
- Geordine Henry (* 1988), jamaikanische Badmintonspielerin
- George Stewart Henry (1871–1958), kanadischer Politiker
- Gilles Henry (Historiker) (* 1941), französischer Schriftsteller und Historiker
- Gilles Henry (Kameramann), französischer Kameramann
- Gloria Henry (1923–2021), US-amerikanische Schauspielerin
- Graham Henry (* 1946), neuseeländischer Rugbytrainer
- Gregg Henry (* 1952), US-amerikanischer Schauspieler
- Grete Henry-Hermann (1901–1984), deutsche Naturwissenschaftlerin, Philosophin, Pädagogin und Hochschullehrerin
- Gustavus Adolphus Henry (1804–1880), US-amerikanischer Politiker
- Guy Henry (Reiter) (1875–1967), US-amerikanischer Reiter
- Guy Henry (Schauspieler) (* 1960), britischer Schauspieler
- Guy Vernor Henry (1839–1899), US-amerikanischer Offizier

#### H
- Harold William Henry (1909–1976), US-amerikanischer Geistlicher, Apostolischer Präfekt und Erzbischof in Korea
- Haywood Henry (1913–1994), US-amerikanischer Jazz- und R&B-Musiker
- Hélène Henry (1891–1965), französische Dekorateurin und Innenarchitektin
- Henri-Louis Henry (1838–1905), Schweizer Politiker (FDP)
- Holly Henry (* 1994), amerikanische Singer-Songwriterin
- Hubert Henry (1846–1898), französischer Generalstabsoffizier
- Hugh Henry (* 1952), schottischer Politiker
- Hunter Henry (* 1994), US-amerikanischer Footballspieler

#### J
- J. J. Henry (Ronald Henry III; * 1975), US-amerikanischer Golfer
- Jacques Henry (1942–2016), französischer Rennfahrer
- James Henry (Jurist) (1731–1804), US-amerikanischer Jurist und Politiker
- James Henry (Gelehrter) (1798–1876), irischer Gelehrter und Poet
- James Henry (Wasserspringer) (* 1948), US-amerikanischer Wasserspringer
- James Henry (Eishockeyspieler) (* 1991), kanadischer Eishockeyspieler
- James Paget Henry (1914–1996), US-amerikanischer Physiologe
- Jaydon Henry-McCalla (* 1999), britischer Basketballspieler
- Jean Henry (1734–1784), französischer Maler, siehe Henry d’Arles
- Jean Henry (Bibliothekar) (1761–1831), deutscher Pfarrer, Bibliothekar und Direktor der Kunstkammer des preußischen Königs.
- Jean Henry (Schauspieler) (* in Johannesburg), südafrikanischer Schauspieler und Model
- Jean-Claude Henry (1934–2024), französischer Komponist
- Jean-Michel Henry (* 1963), französischer Fechter
- Jim Henry (1920–2004), kanadischer Eishockeytorwart und -trainer
- Jodie Henry (* 1983), australische Schwimmerin
- Joe Henry (* 1960), US-amerikanischer Songwriter, Gitarrist und Produzent
- Joël Henry (Fußballspieler) (* 1962), französischer Fußballspieler
- Joel Henry (Eishockeyspieler) (* 2003), Schweizer Eishockeyspieler
- Johannes Henry (1876–1958), deutscher Jurist und Politiker (CDU)
- John Henry (Politiker, 1750) (1750–1798), US-amerikanischer Politiker (Maryland)
- John Henry (Politiker, 1800) (1800–1882), US-amerikanischer Politiker (Illinois)
- John Henry (Historiker) (* 1950), britischer Historiker
- John Henry (Fußballspieler) (* 1971), schottischer Fußballspieler
- John Flournoy Henry (1793–1873), US-amerikanischer Politiker
- John Raymond Henry (1943–2022), US-amerikanischer bildender Künstler
- John Vernon Henry (1767–1829), US-amerikanischer Jurist und Politiker
- John W. Henry (* 1949), US-amerikanischer Unternehmer
- Jordan Henry (* 1986), kanadischer Eishockeyspieler
- Joseph Henry (1797–1878), US-amerikanischer Physiker
- Joseph Kaye Henry (1866–1930), kanadischer Botaniker
- Joseph-Marie Henry (1870–1947), italienischer Geistlicher, Historiker, Botaniker und Alpinist
- Josephine Henry (1846–1928), US-amerikanische Sozialreformerin und Schriftstellerin
- Joshua Henry (* 1984), kanadisch-US-amerikanischer Musicaldarsteller, Filmschauspieler, Musikproduzent und Sänger
- Josué Henry (1869–1957), belgischer Soldat und Kolonialadministrator
- Judith Henry (* 1968), französische Schauspielerin
- Justin Henry (* 1971), US-amerikanischer Schauspieler

#### K
- Karl Henry (* 1982), englischer Fußballspieler
- Kenneth Henry (1929–2009), US-amerikanischer Eisschnellläufer

#### L
- Lauren Henry (* 2001), britische Ruderin
- Lawrence Patrick Henry (1934–2014), südafrikanischer Geistlicher, Erzbischof von Kapstadt
- Lenny Henry (* 1958), britischer Schauspieler
- Lerissa Henry (* 1997), mikronesische Leichtathletin
- Lewis Henry (1885–1941), US-amerikanischer Politiker
- Linda Henry (* 1963), britische Schauspielerin
- Lori Henry (* 1966), US-amerikanische Fußballspielerin
- Louis Henry (1834–1913), belgischer Chemiker
- Louis Henry (Botaniker) (1854–1913), französischer Pflanzenkundler
- Louis Henry (Rennfahrer) (1896–1967), französischer Autorennfahrer
- Louise Henry (Malerin) (Louise Claude; 1798–1839), deutsche Malerin
- Louise Henry (Schauspielerin) (Jessie Louise Heiman; 1911–1967), US-amerikanische Schauspielerin

#### M
- Marc Henry (eigentlich Achille Georges d’Áilly-Vaucheret; 1873–1943), Kabarettist, Chansonnier und Autor
- Margarete Henrÿ (* 1914), deutsche Lehrerin und Zeitzeugin des Zweiten Weltkriegs
- Marguerite Henry (1902–1997), US-amerikanische Schriftstellerin
- Marie-Louise Henry (1911–2006), deutsch-französische evangelische Theologin
- Mark Henry (* 1971), US-amerikanischer Gewichtheber und Wrestler
- Martha Henry (* 1938), kanadische Schauspielerin
- Mary Gibson Henry (1884–1967), US-amerikanische Botanikerin
- Matthew Henry (1662–1714), englischer Bibelkommentator und presbyterianischer Geistlicher
- Matt Henry (Cricketspieler) (* 1991), neuseeländischer internationaler Cricketspieler
- Matt Henry (Sänger), britischer Sänger und Schauspieler
- Matthew Henry (1662–1714), englischer Bibelkommentator
- Megan Henry (* 1987), US-amerikanische Skeletonpilotin
- Michael Henry (* 1935), jamaikanischer Politiker
- Michaela Henry (* 1980), deutsche Beachvolleyball- und Volleyballspielerin, siehe Michaela Eckl
- Michel Henry (1922–2002), französischer Philosoph
- Mike Henry (Schauspieler) (1936–2021), US-amerikanischer Footballspieler und Schauspieler
- Mike Henry (Synchronsprecher) (* 1965), US-amerikanischer Synchronsprecher

#### N
- Naqwan Henry (* 2004), Fußballspieler der Amerikanischen Jungferninseln

#### O
- O. Henry (eigentlich William Sydney Porter; 1862–1910), US-amerikanischer Schriftsteller
- Ozark Henry (bürgerlicher Name Piet Goddaer; * 1970), belgischer Musiker

#### P
- Pat Henry (1861–1933), US-amerikanischer Politiker
- Patrick Henry (Politiker, 1736) (1736–1799), britisch-amerikanischer Rechtsanwalt und Politiker, Gouverneur von Virginia
- Patrick Henry (Politiker, 1843) (1843–1930), US-amerikanischer Politiker (Mississippi)
- Patti Callahan Henry (* um 1975), US-amerikanische Autorin
- Paul Henry (Geistlicher) (Paul Emil Henry; 1792–1853), französischer Pfarrer und Schriftsteller
- Paul Henry (Maler) (1876–1958), irischer Maler
- Paul Henry (Theologe) (1906–1984), belgischer katholischer Theologe
- Paul Henry (Fußballspieler, 1912) (1912–1989), belgischer Fußballspieler
- Paul Henry (Schauspieler) (* 1947), irischer Schauspieler
- Paul Henry (Schachspieler) (* 1951), irischer Schachspieler
- Paul Henry (Fußballspieler, 1988) (* 1988), englischer Fußballspieler
- Paul B. Henry (1942–1993), US-amerikanischer Politiker
- Paul-Pierre Henry (1848–1905), französischer Optiker und Astronom, siehe Paul und Prosper Henry
- Pete Henry (1897–1952), US-amerikanischer American-Football-Spieler und -Trainer
- Philip Henry (* 1971), US-amerikanischer Ruderer
- Pierre Henry (1927–2017), französischer Komponist
- Prosper Henry (1849–1903), französischer Optiker und Astronom, siehe Paul und Prosper Henry

#### R
- René Henry (1910–1978), belgischer Klassischer Philologe
- Rico Henry (* 1997), englischer Fußballspieler
- Robert Henry (Historiker) (1718–1790), schottischer Historiker
- Robert Henry (Mykologe) (1906–2001), französischer Mediziner und Mykologe
- Robert Alexander Cecil Henry (1884–1962), kanadischer Unternehmer
- Robert Kirkland Henry (1890–1946), US-amerikanischer Politiker
- Robert Lee Henry (1864–1931), US-amerikanischer Politiker
- Robert Pryor Henry (1788–1826), US-amerikanischer Politiker
- Ron Henry (1934–2014), englischer Fußballspieler
- Ryan Henry (* 1984), australischer Tennisspieler

#### S
- Samantha Henry-Robinson (* 1988), jamaikanische Sprinterin
- Sean Henry (Künstler) (* 1965), britischer Bildhauer
- Seán Henry (Rugbyspieler) (* 1987), irischer Rugby-Union-Spieler
- Shifty Henry (1921–1958), US-amerikanischer Jazzmusiker und Komponist
- Sidney Henry (* 1935), US-amerikanischer Gewichtheber
- Solomon Henry (Solomon James Kirnon Henry, * 1983), englisch-montserratischer Fußballspieler
- Stephen Garrett Henry (1894–1973), US-amerikanischer Offizier, zuletzt Major General
- Steve Henry (* 1953), US-amerikanischer Politiker
- Susanne Henry (auch Susette Henry, Suzette Henry; 1763–1819), deutsche Malerin

#### T
- Tabarie Henry (* 1987), Leichtathlet von den Amerikanischen Jungferninseln
- Thierry Henry (* 1977), französischer Fußballspieler
- Thomas Henry (Apotheker) (1734–1816), englischer Apotheker und Chemiker
- Thomas Henry (Mäzen) (1766–1836), französischer Maler und Kunstsammler
- Thomas Henry (Politiker) (1779–1849), US-amerikanischer Politiker
- Thomas Henry (Illustrator) (Thomas Henry Fisher; 1879–1962), britischer Illustrator
- Thomas Henry (Fußballspieler) (* 1994), französischer Fußballspieler
- Thomas J. Henry, US-amerikanischer Insektenkundler
- Toni Jo Henry (1916–1942), US-amerikanische Mörderin
- Tony Henry, britischer Opernsänger (Tenor)
- Tyler Henry (* 1996), US-amerikanische Reality-Show-Persönlichkeit

#### V
- Victor Henry (Philologe) (1850–1907), französischer Philologe
- Victor Henry (Politiker) (1886–1954), Schweizer Offizier und Politiker, Mitglied der Plebiszitkommission des Saargebiet
- Victor Henry (Schauspieler) (1943–1985), britischer Schauspieler
- Virginie Henry (* 1979), französische Judoka

#### W
- William Henry (Politiker, 1729) (1729–1786), US-amerikanischer Politiker (Pennsylvania)
- William Henry, 1. Duke of Gloucester and Edinburgh (1743–1805), Mitglied der britischen Königsfamilie
- William Henry (Chemiker) (1774–1836), englischer Chemiker
- William Henry (Politiker, 1788) (1788–1861), US-amerikanischer Politiker (Vermont)
- William Henry (Schwimmer) (1859–1928), englischer Schwimmer und Wasserballspieler
- William Henry (Schauspieler) (1914–1982), US-amerikanischer Schauspieler
- William Henry (Filmeditor), US-amerikanischer Filmeditor
- William Alexander Henry (1816–1888), kanadischer Politiker und Jurist
- William Thomas Henry (1872–1952), kanadischer Politiker
- Winder Laird Henry (1864–1940), US-amerikanischer Politiker

#### Y
- Yorick Thomas Henry (* 1976), schottischer Autor und Comiczeichner, siehe Joe Heinrich
- Yves Henry (* 1959), französischer Pianist und Komponist

#### X
- Xavier Henry (* 1991), US-amerikanischer Basketballspieler